# Vereinigung Deutscher Frontkämpfer-Verbände

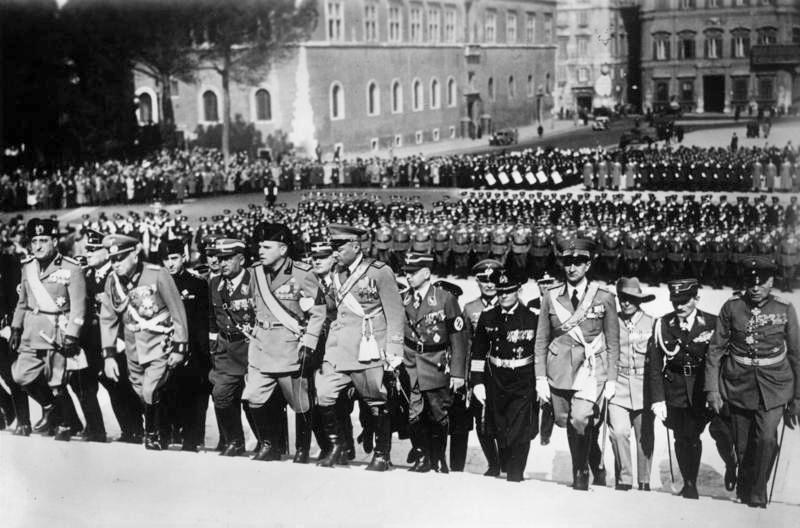
Italienfahrt der deutschen Frontkämpferverbände. Der Herzog von Coburg, Hanns Oberlindober und der Präsident der ständigen Internationalen Frontkämpferkommission, Carlo Delcroix, besuchen am 19. März 1938 das Grab des Unbekannten Soldaten in Rom

Die Vereinigung Deutscher Frontkämpfer-Verbände war ein im Oktober 1936 gegründeter Zusammenschluss deutscher Veteranenverbände. Darin waren der Deutsche Reichskriegerbund (Kyffhäuserbund), die NS-Kriegsopferversorgung, der NS-Soldatenbund, der NS-Deutsche Marinebund einschließlich des Marine-Offizier-Verbandes und des Kolonialkriegerbundes, der Bund der Waffenringe, der Reichsverband Deutscher Offiziere und der Reichstreubund ehemaliger Berufssoldaten organisiert. Präsident war bis zur Auflösung 1945 der Herzog Carl Eduard von Sachsen-Coburg-Gotha.
Die Aufgabe der Vereinigung bestand offiziell darin, die Auslandskontakte der deutschen Frontkämpferbünde zu koordinieren und zu organisieren. Hinter dem Zusammenschluss stand Joachim von Ribbentrop, der als „Beauftragter für Außenpolitische Fragen im Stab des Stellvertreters des Führers“ außenpolitische Sonderaufträge Adolf Hitlers erledigte und gerade dabei war, zu einer der bestimmenden Figuren der nationalsozialistischen Außenpolitik aufzusteigen. Ribbentrop hatte durch das ihm beigeordnete Parteiamt, besser bekannt als Dienststelle Ribbentrop, bereits die Kontaktpflege zu ausländischen Veteranenverbänden an sich gezogen. Zwischen der Vereinigung Deutscher Frontkämpfer-Verbände und der Dienststelle Ribbentrop bestanden enge personelle Verknüpfungen. Als Sekretär fungierte Heinrich Stahmer, der zugleich das Frontkämpferreferat der Dienststelle Ribbentrop leitete, und drei weitere Mitarbeiter der Dienststelle saßen im Vorstand der Vereinigung. Der Herzog von Coburg galt als ein Vertrauensmann Ribbentrops. Durch die Auslandskontakte der Frontkämpferverbände, vor allem nach Frankreich und England, betrieb Ribbentrop eine sogenannte „Frontkämpfer-Diplomatie“. Besuche von Vertretern ausländischer Veteranenverbände in Deutschland und auch bei Hitler persönlich wurden arrangiert, um das Ausland vom angeblichen Friedenswillen Hitlers zu überzeugen und dort über die moralische Autorität der Frontkämpfer innenpolitischen Druck aufzubauen.